# 岡山大学の人物一覧
岡山大学の人物一覧（おかやまだいがくのじんぶついちらん）は、岡山大学に関係する人物（OB, OG、教職員など）の一覧記事。

## 教員

### 現教員
人文科学
- 金関猛 - 岡山大学大学院社会文化科学研究科教授。ドイツ文学者。
- 姜克實 - 岡山大学大学院社会文化科学研究科教授。歴史学者（近代日本史）。
- 清家章 - 岡山大学大学院社会文化科学研究科教授。考古学者。
- 中尾知代 - 岡山大学大学院社会文化科学研究科准教授。比較文化学者。
- 松村圭一郎 - 岡山大学大学院社会文化科学研究科准教授。文化人類学者。
- 中谷文美 - 岡山大学大学院社会文化科学研究科教授。文化人類学者。

社会科学
- 西垣鳴人 - 岡山大学大学院社会文化科学研究科教授。経済学者。
- 河原祐馬 - 岡山大学大学院社会文化科学研究科教授。政治学者。
- 井藤公量 - 岡山大学大学院法務研究科教授。弁護士。
- 釣雅雄 - 岡山大学大学院社会文化科学研究科准教授。経済学者。
- 木下和朗 - 岡山大学大学院法務研究科教授。憲法学者。
- 宍戸圭介 - 岡山大学大学院ヘルスシステム統合科学研究科教授。法学者。

自然科学
- 浅海淳一 - 岡山大学大学院医歯薬学総合研究科教授。歯学者。日本歯科放射線学会理事長。
- 津田敏秀 - 岡山大学大学院環境生命科学研究科教授。医学者。
- 宮竹貴久 - 岡山大学大学院環境生命科学研究科教授。生物学者。
- 粟屋剛 - 岡山大学大学院医歯薬学総合研究科教授。生命倫理学者。
- 菅原利夫 - 岡山大学大学院医歯薬学総合研究科教授。歯学者。
- 山城隆 - 岡山大学大学院医歯薬学総合研究科教授。歯学者。
- 山中寿朗 - 岡山大学大学院自然科学研究科准教授。地球科学者。鹿児島湾海底にレアメタル鉱床を発見。
- 沈建仁 - 岡山大学自然科学研究科教授。光合成の水分解に関わるタンパク質複合体の結晶を作成。

その他
- 梶谷信之 - 岡山大学大学院教育学研究科教授。元体操選手、体育学者。ロサンゼルスオリンピック男子体操平行棒銀メダリスト。

### 元教員・名誉教授等
人文科学
- 今西錦司 - 生態学者。文化人類学者。元岡山大学教養部教授。京都大学名誉教授。岐阜大学名誉教授。
- 蛭田二郎 - 彫刻家。岡山大学名誉教授。
- 松永昌三 - 歴史学者。岡山大学名誉教授。
- 直木孝次郎 - 歴史学者。元岡山大学文学部教授。大阪市立大学名誉教授。
- 佐竹靖彦 - 中国史学者。元岡山大学法文学部助教授。東京都立大学名誉教授。
- 松本俊郎 - 東洋経済史学者。元岡山大学経済学部長。
- 植村雅彦 - 西洋史学者。元岡山大学法文学部教授。大阪大学名誉教授。
- 森田安一 - 西洋史学者。元岡山大学法文学部教授。日本女子大学名誉教授。
- 大野真弓 - 西洋史学者。元岡山大学法文学部教授。横浜市立大学名誉教授。
- 近藤義郎 - 考古学者。岡山大学名誉教授。
- 朝倉尚 - 日本中世文学。元岡山大学文学部助教授。広島大学名誉教授。
- 大高順雄 - フランス文学者。元岡山大学法文学部教授。大阪大学名誉教授。
- 田辺保 - フランス文学者。岡山大学名誉教授。
- 杉富士雄 - フランス文学者。岡山大学名誉教授。
- 田中克彦 - 言語学者。元岡山大学法文学部助教授。一橋大学名誉教授。
- ひろたまさき - 元岡山大学文学部助教授。大阪大学名誉教授。
- 下定雅弘 - 元岡山大学大学院社会文化科学研究科教授。岡山大学名誉教授。中国文学者。
- 倉地克直 - 元岡山大学大学院社会文化科学研究科教授。岡山大学名誉教授。歴史学者（近世日本史）。
- 高橋文博 - 元岡山大学大学院社会文化科学研究科教授。岡山大学名誉教授。倫理学者。
- 松木武彦 - 元岡山大学大学院社会文化科学研究科教授。国立歴史民俗博物館教授。考古学者。
- 吉田晶 - 日本古代史。岡山大学名誉教授。
- 水野康孝 - 元教育学部長。岡山県立短期大学学長。作曲家、声楽家。
- 柳井雅也 - 元岡山大学文学部助教授。東北学院大学教養学部地域構想学科教授。経済地理学者。

社会科学
- 位田隆一 - 法学者。元岡山大学法学部助教授。京都大学名誉教授。
- 稲葉振一郎 - 経済学者。元岡山大学経済学部助教授。明治学院大学教授。
- 伊奈正人 - 社会学者。元岡山大学文学部助教授。東京女子大学教授。
- 森下忠 - 刑法学者。岡山大学名誉教授。
- 田頭章一 - 倒産法学者。元岡山大学法学部教授。上智大学教授。
- 岩間一雄 - 政治学者。岡山大学名誉教授。
- 江口公典 - 経済法学者。元岡山大学法学部教授。慶應義塾大学名誉教授。
- 坂本忠次 - 経済学者。岡山大学名誉教授。
- 佐々木一郎 - 政治学者。元岡山大学法文学部助教授。横浜市立大学名誉教授。
- 佐藤倫正 - 会計学者。岡山大学名誉教授。名古屋大学名誉教授。
- 神事直人 - 経済学者。元岡山大学経済学部准教授。京都大学教授。
- 八木紀一郎 - 経済学者。元岡山大学経済学部教授。京都大学名誉教授。
- 羽鳥卓也 - 経済学者。岡山大学名誉教授。
- 田中生夫 - 経済学者。岡山大学名誉教授。
- 野田孜 - 経済学者。岡山大学名誉教授。静岡県立大学名誉教授。
- 安宅敬祐 - 財政学者。元岡山市長。元岡山大学法学部教授。
- 赤川学 - 社会学者。元岡山大学文学部助教授。東京大学教授。
- 高旗正人 - 教育社会学者。元岡山大学教育学部教授。岡山大学名誉教授。
- 芳賀良 - 法学者。岡山大学法学部教授。横浜国立大学教授。
- 丸山雅祥 - 経済学者。元岡山大学経済学部助教授。神戸大学名誉教授。
- 矢吹雄平 - 経営学者。元岡山大学大学院社会文化科学研究科教授。
- 河野正輝 - 法学者。元岡山大学法学部教授。九州大学名誉教授。
- 山田幸三 - 経営学者。元岡山大学経済学部教授。上智大学名誉教授。
- 照沼亮介 - 法学者。元岡山大学法学部准教授。上智大学教授。

理工学・環境学
- 赤木泰文 - 工学者。元岡山大学工学部教授。東京工業大学名誉教授、元マサチューセッツ工科大学客員教授。
- 奥田潔 - 獣医学者、岡山大学名誉教授。
- 小山内康人 - 地質学者。元岡山大学教育学部助教授。九州大学教授。元日本鉱物科学会会長。
- 近藤洋逸 - 数学史家、科学史家。岡山大学名誉教授。
- 金丸文一 - 化学者。元岡山大学工学部教授。大阪大学名誉教授。
- 奥田節夫 - 地球物理学者。元岡山大学理学部助教授。京都大学名誉教授。
- 越昭三 - 理学者。元岡山大学理学部教授。北海道大学名誉教授。
- 鈴森康一 - 工学者。元岡山大学アクチュエータ研究センター長。東京工業大学教授。
- 田中勝 - 環境学者。岡山大学名誉教授。
- 三野徹 - 環境学者。元岡山大学農学部教授。京都大学名誉教授。
- 和田雄二 - 化学工学者。元岡山大学大学院自然科学研究科教授。東京工業大学名誉教授。元日本電磁波エネルギー応用学会理事長。

医学・歯学・看護学
- 川上憲人 - 医学者。元岡山大学副医学部長。東京大学名誉教授。
- 國方弘子 - 看護学者。元岡山大学助教授。香川県立保健医療大学看護学科教授。
- 竹田美文 - 細菌学者。元岡山大学大学院特任教授。国立感染症研究所名誉所員。元東京大学医科学研究所教授。
- 津下健哉 - 医学者。元岡山大学医学部助教授。広島大学名誉教授。
- 樋口まち子 - 看護学者。元岡山大学助教授。元国立看護大学校教授
- 矢谷博文 - 歯学者・元岡山大学歯学部教授。大阪大学大学院歯学研究科教授。

## 出身者（新制岡山大学）

### 政界
現職
- 阿部祐美子 - 衆議院議員、元東京都議会議員、元品川区議会議員
- 柚木道義 - 衆議院議員、元財務大臣政務官
- 小林孝一郎 - 参議院議員、元岡山県議会議員、医師
- 原田秀一 - 参議院議員、公認会計士
- 原田大二郎 - 参議院議員、医師
- 野志克仁 - 松山市長、元南海放送アナウンサー
- 友實武則 - 赤磐市長、元岡山市消防局危機管理監
- 長岡秀人 - 出雲市長、元平田市長、元平田市助役

元職
- 柏倉祐司 - 元衆議院議員、元慶應義塾大学特別研究准教授、医師
- 五島正規 - 元衆議院議員、元衆議院環境委員長、医師
- 伊志嶺亮 - 元宮古島市長、元沖縄県立宮古病院長、医師
- 立岡脩二 - 元瀬戸内市長、元山陽映画プロデューサー
- 姫井由美子 - 元参議院議員、司法書士
- 谷口義幸 - 元日南市長、元衆議院議員公設秘書
- 森暢子 - 元参議院議員、元日本社会党岡山県副委員長

### 官界
- 青江茂 - 元文部科学審議官、元日本原子力研究所副理事長
- 小長啓一 - 元通商産業事務次官、元AOCホールディングス会長、元経済産業調査会会長、弁護士
- 奥山雄材 - 元郵政事務次官、元KDDI社長、元簡易保険福祉事業団理事長、元電気通信事業者協会会長
- 高原亮治 - 元厚生労働省健康局長、元上智大学教授、元日本医療機能評価機構副理事長、元厚生労働統計協会会長
- 牛尾光宏 - 元厚生労働省大臣官房審議官、ベトナム保健省保健政策アドバイザー、ベトナム国民健康貢献賞
- 佐藤兼郎 - 元岡山県副知事、元備中県民局長、岡山県産業振興財団理事長
- 出口佳努 - 海将、元統合幕僚学校長、第46代 佐世保地方総監

### 法曹
- 吉井直昭 - 元東京高等裁判所部総括判事、元最高裁判所上席調査官、元日本公証人連合会会長。
- 長岡哲次 - 元東京高等裁判所部総括判事、元岡山地方裁判所長。
- 増田耕兒 - 元大阪高等裁判所部総括判事、元松江地方裁判所長。
- 吉永祐介 - 元検事総長（第18代）。
- 田中森一 - 弁護士、元東京地検特捜部検事。
- 近藤幸夫 - 弁護士、日本弁護士連合会副会長、元岡山弁護士会会長。

### 実業界
- 石川康晴 - ストライプインターナショナル創業者・社長。
- 木村健太 - 税理士法人ほはば代表税理士。
- 神保吉寿 - チェンジホールディングス創業者。
- 谷﨑眞行 - 瀬戸内市病院事業管理者、元岡山医療センター副院長。
- 高田靖彦 - 元阪急交通社社長。
- 東尾公彦 - コナミグループ社長、関東ITソフトウェア健康保険組合理事長。
- 藤森文雄 - 元アイシン精機社長。
- 吉田知明 - 個別指導塾スタンダード創業者・社長。
- 吉野敏明 - 銀座エルディアクリニック院長・元医療法人十字会理事長・元医療法人桃花会理事長
- 野池政宏 - 住まいと環境社代表、暮らしエネルギー研究所代表取締役、Forward to 1985 energy life創設者。

### 教育・研究

#### 人文科学
- 野上憲男 - 文学者、元京都経済短期大学学長。
- 隂山英男 - 教育者、立命館小学校副校長、立命館大学教授、元教育再生会議委員、元尾道市立土堂小学校校長、百ます計算「本当の学力をつける本」著者。
- 佐川英治 - 歴史学者、東京大学教授。
- 好並隆司 - 歴史学者、岡山大学名誉教授、元放送大学センター長、社会運動家。
- 小野昭 - 考古学者、東京都立大学名誉教授、明治大学研究・知財戦略機構特任教授、黒曜石研究センター長。岡山大学法文学専攻科修了。
- 宇京頼三 - フランス文学者。三重大学名誉教授。岡山大学法文学部仏文学科卒。
- 豊田昌倫 - 英語学者。京都大学名誉教授。岡山大学法文学部卒。
- 三村晃功 - 国文学者。元京都光華女子大学学長。岡山大学法文学部卒。
- 春成秀爾 - 考古学者。国立歴史民俗博物館名誉教授。濱田青陵賞。岡山大学法文学部卒。
- 瀬川拓郎 - 考古学者。旭川市博物館館長、札幌大学教授。

#### 社会科学
- 伊藤恭彦 - 法文学部卒。法学者、名古屋市立大学副学長。
- 奥村宏 - 経済学者、経済評論家。元新聞記者・研究所員・龍谷大学・中央大学教授。
- 宍戸圭介 - 法学部卒。法学者、岡山商科大学教授。
- 玉井金五 - 経済学者、大阪市立大学名誉教授。元社会政策学会代表幹事。厚生労働大臣表彰。
- 室井力 - 法文学部卒。法学者、名古屋大学名誉教授。
- 折橋洋介 - 法文学部卒。法学者、広島大学大学院人間社会学研究科教授。

#### 自然科学
- 赤木靖春 - 化学工学者、元千葉科学大学学長、元岡山理科大学副学長
- 井口泰泉 - 生化学者、基礎生物学研究所名誉教授
- 磯部祥子 - 農学者、東京大学大学院農学生命科学研究科教授、日本学術会議会員。
- 奥野正幸 - 鉱物学者、地球科学者、金沢大学名誉教授
- 草地功 - 地球科学者、岡山大学名誉教授、元教育学部教授・教育学部附属中学校長。
- 河野重行 - 生物学者、東京大学名誉教授、元日本植物形態学会会長、日本メンデル協会会長。
- 菅裕明- 化学者、東京大学大学院理学系研究科教授、ペプチドリーム創業者、日本学術会議会員。
- 高田十志和 - 化学者、東京科学大学大学院理工学研究科有機・高分子物質専攻教授。
- 武田弘 - 地球科学者、東京大学名誉教授。
- 鍋谷淳 - 地球科学者、元INPEX社員、石油探鉱技術者。
- 沼野忠之 - 地球科学者、岡山大学名誉教授、元教育学部教授・教育学部附属中学校長。
- 則次俊郎 - ロボット研究者、岡山大学名誉教授、元自然科学研究科教授、元津山高専校長。

#### 医学
- 大藤剛宏 - 外科医、岡山大学病院呼吸器外科教授。
- 小田晋 - 精神学者、筑波大学名誉教授。元日本犯罪学会理事長。
- 小坂淳夫 - 内科医、元岡山大学学長、元岡山県立大学学長、元大学入試センター所長。
- 尾上誠良 - 薬学者、静岡県立大学薬学部教授。
- 佐野俊二 - 小児心臓外科医、カリフォルニア大学サンフランシスコ校教授。
- 菅波茂 - 医師、AMDA理事長（国内初の国連NGO医療ボランティア組織）。公設国際貢献大学校の初代校長。吉川英治文化賞。
- 姫野美沙緒 - ウイルス学者、東京大学大学院医学系研究科助教。
- 平井義一 - 医師、自治医科大学医学部教授。
- 伊達洋至 - 呼吸器外科医、京都大学大学院医学研究科教授。日本で初めての生体肺移植手術を執刀した。
- 橋本俊明 - 医師、介護会社メッセージ (有料老人ホーム)創業者。
- 濱田博司 - 分子生物学者、大阪大学特別教授。王立学会外国人会員。紫綬褒章。
- 藤原俊義 - 外科医、岡山大学教授、オンコリスバイオファーマ創業者。
- 中尾典義 - 薬剤師、榎屋相談薬舗株式会社代表取締役社長。
- 三宅健介 - 免疫学者、東京大学新世代感染症センター教授、東京大学医科学研究所教授。
- 山本尚子 - 公衆衛生医、国際医療福祉大学教授、元世界保健機関事務局長補、元厚生労働省大臣官房総括審議官。

#### 歯学
- 新谷悟 - 元昭和大学歯学部顎口腔疾患制御外科学講座主任教授

#### 作家・芸術・音楽・芸能
- 塩見鮮一郎 - 作家。
- 東川篤哉 - 推理作家。
- 今村昌弘 - 推理作家。
- 岡崎克哉 - ミュージカル俳優、元小学校教員。
- 小暮夕紀子 - 作家。
- 井家上隆幸 - 文芸評論家、コラムニスト。
- 住宅正人 - ちくわ笛演奏家、民謡歌手、桃太郎のからくり博物館館長。
- 赤木曠児郎 - 洋画家、ル・サロン展油絵金賞、フランス大統領賞等を受賞。
- 伊勢崎淳 - 陶芸家。
- カンバラクニエ - イラストレーター。
- 馬場民雄 - 漫画家。
- 桂阿か枝 - 落語家。
- 春風亭昇吉 - 落語家。
- 大畑沙織 - 廃墟写真家、著作家、編集者。
- 森陶岳 - 陶芸家。
- 平松恵美子 - 脚本家。
- 斎藤恵子 - 詩人・ エッセイスト。
- 森功 - ノンフィクション作家。元週刊新潮編集者。

#### スポーツ
- 小林晋 - ライフル射撃選手、北京オリンピック日本代表。
- 片山梨絵 -女子自転車競技・マウンテンバイクレース選手。北京オリンピック、ロンドンオリンピック日本代表。
- 小林祐梨子 - 元陸上競技選手、北京オリンピック代表。
- 吉岡世起 - プロレスラー、WRESTLE-1所属

#### メディア
- 木戸典佳 - ロシア在住日本語アナウンサー。
- 小林章子 - 山陽放送アナウンサー。
- 遠藤寛子 - テレビせとうちアナウンサー。元山陽放送アナウンサー。
- 石田好伸 - 山陽放送アナウンサー。
- 高畑誠 - 山陽放送アナウンサー、気象予報士。
- 山﨑夕貴 - フジテレビアナウンサー。
- 中桐康介 - 西日本放送アナウンサー。
- 飯尾夏帆 - NHKアナウンサー。
- 藤本貫太郎 - NHKアナウンサー。

## 出身者（旧制学校）

### 旧制第六高等学校出身者

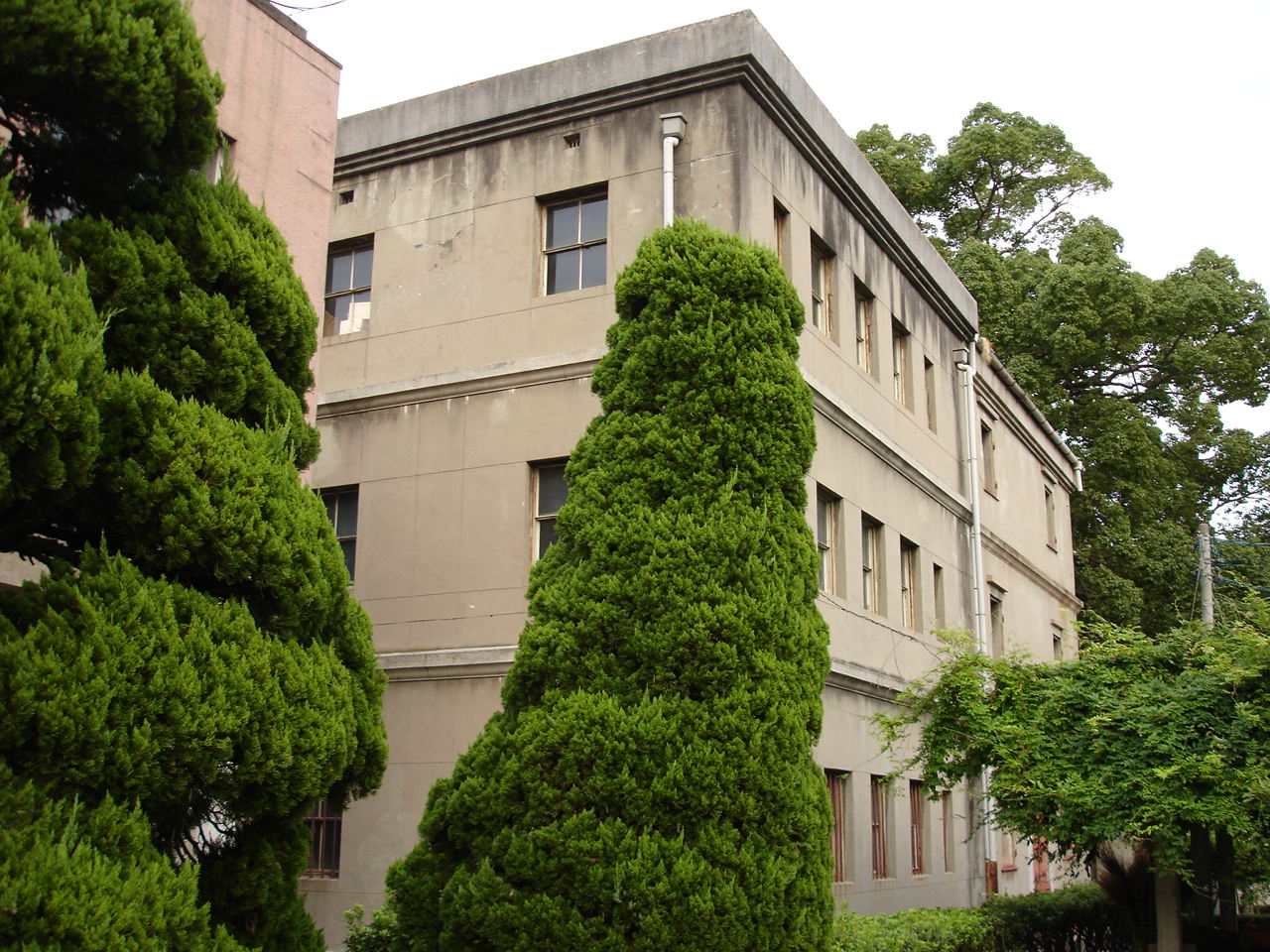
旧制第六高等学校書庫

- 黒正巌 - 経済学者、農業経済史研究者、大阪経済大学初代学長、戦後旧制六高校長時代、進駐軍が撤収して空き家となった岡山の陸軍第17師団跡地22万坪を、六高生250名を動員して「確保」したことで有名。
- 内田百閒 - 小説家、随筆家。
- 仁科芳雄 - 日本の現代物理学の父と呼ばれる物理学者、岡山大学理学部設置に尽力。
- 郭沫若 - 中国の文学者、歴史学者。政務院副総理、科学院院長、文化教育委員会主任。
- 安倍晋太郎 - 政治家。元自民党幹事長、内閣官房長官、農林大臣、通商産業大臣、外務大臣等。
- 桜田武 - 元日清紡績社長、元日経連会長。
- 永野重雄 - 元新日本製鐵会長、元日本商工会議所会頭。
- 団藤重光 - 東京大学名誉教授。元最高裁判所判事。
- 三木成夫 - 解剖学者、発生学者。
- 清水比庵 - 歌人、書家、画家、政治家。
- 大原総一郎 - 実業家。倉敷絹織(現クラレ)社長、倉敷紡績社長、大原美術館理事長等を歴任。
- 岡野清豪 - 政治家・銀行家。三和銀行頭取、自治庁長官・文部大臣・通商産業大臣等を歴任。
- 芦原義重 - 実業家。元関西電力社長・会長。
- 藤井厚二 - 建築学者。
- 黒田寿男 - 元衆議院議員。衆議院予算委員会理事、農林委員会委員等を歴任。
- 伊賀弘三良 - 元祥伝社社長。
- 安井謙 - 元参議院議員。労働政務次官、自治大臣兼国家公安委員長、国務大臣、総理府総務長官等を歴任。
- 出隆 - 哲学者。元東京大学教授。
- 吉益脩夫 - 医学者および心理学者、犯罪生活曲線の開発、一卵性双生児の犯罪との関連の研究で有名、東京大学医学部脳研究所教授、東京医科歯科大学綜合法医学研究所犯罪心理学部門教授兼任。
- 和田博雄 - 政治家、元農林相、元経済安定本部総務長官。
- 長野士郎 - 自治事務次官、元岡山県知事。
- 熊谷典文 - 通産事務次官、住友金属社長。
- 法眼晋作 - 外務事務次官、国際協力事業団初代総裁、国策研究会理事長等を歴任。
- 江尻宏一郎 - 三井物産元社長、元会長、相談役。
- 川井健 - 法学者、一橋大学名誉教授。
- 三宅剛一 - 哲学者、元京都大学教授。
- 時枝誠記 - 言語学者、元東京大学教授。
- 三木忠直 - 鉄道技術者。
- 宇野弘蔵 - 経済学者、元東京大学教授。
- 湯川正夫 — 八幡製鐵ラグビー部創設者、日本ラグビーフットボール協会第4代会長

### 岡山藩医学館～旧制岡山医科大学出身者
（岡山藩医学館、医学所、医学教場、岡山県医学校、第三高等中学校医学部、第三高等学校医学部、岡山医学専門学校、岡山医科大学）
- 石井十次 - 日本で最初の孤児院創設者。
- 矢野恒太 - 日本初の相互会社第一生命保険相互会社を創立。岡山医学校在学中に学校の三高医学部への移行運動に尽力。明治政府の初代保険課長となる。
- 秦佐八郎 - 梅毒の特効薬サルバルサン606号を発見。
- 佐伯矩 - 国立栄養研究所初代所長、栄養学の創始者。
- 三木行治 - 元岡山県知事、ラモン・マグサイサイ賞受賞、元厚生省公衆衛生局長。
- 高原滋夫 - 岡山医科大学卒業、高原氏病の発見者、国内初の難聴学級開設、日本学士院賞受賞、文化功労者。
- 川崎祐宣 - 岡山医科大学卒業、川崎医科大学、社会福祉施設旭川荘を創立。
- 蜂谷道彦 - 岡山医科大学卒業、広島逓信病院院長。
- 毛利子来 - 岡山医科大学卒業、小児科医。
- 皿井立三郎 - 第三高等学校医学部卒業、俳人・医師。
- 江草安彦 - 岡山医科大学付属医科専門部卒業、社会福祉事業家・医師。
- 津下健哉 - 広島大学名誉教授。

### その他旧制学校出身者
- 片山潜 - 労働運動家
- 斎藤真一 - 画家